# 황대선

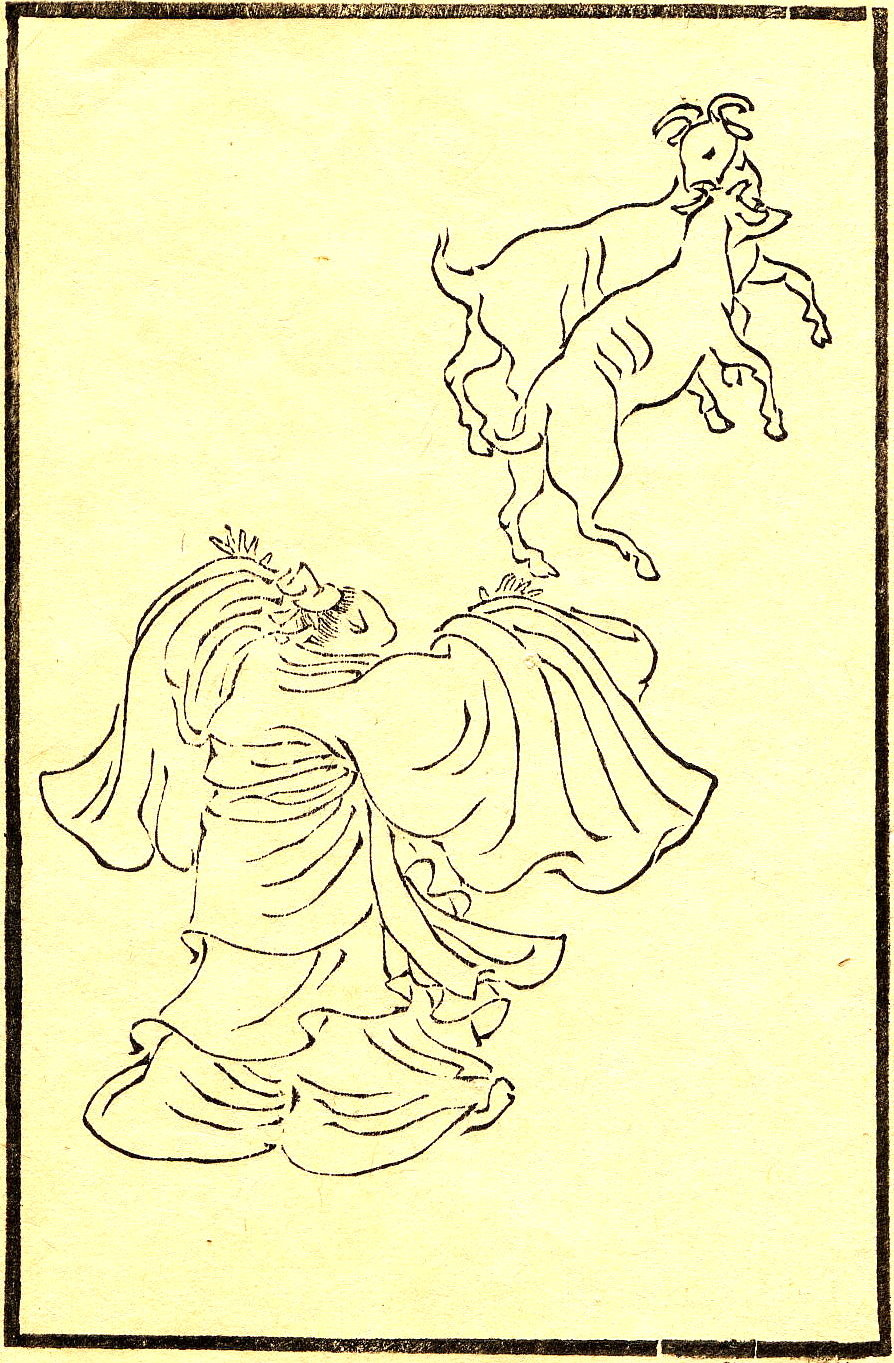

황대선(중국어: 黃大仙, 병음: Huáng Dàxian)은 진의 중국 선인이다.

## 같이 보기
- 선인